# بوب بابكوك
بوب بابكوك (بالإنجليزية: Bob Babcock)‏ هو لاعب كرة قاعدة أمريكي، ولد في 25 أغسطس 1949 في نيو كاسل في الولايات المتحدة.

## وصلات خارجية
- بوب بابكوك على موقعبيزبول رفرنس.كوم (الدوري الرئيسي) (الإنجليزية)
- بوب بابكوك على موقعبيزبول رفرنس.كوم (الدوري الثانوي) (الإنجليزية)
- بوب بابكوك على موقع مشجعي الرسوم البيانية (الإنجليزية)